# Lamina dura

1. Zahn 2. Zahnschmelz 3. Dentin (Zahnbein) 4. Pulpencavum mit Pulpa 5. Kronenpulpa 6. Wurzelpulpa 7. Wurzelzement 8. Zahnkrone 9. Höcker 10. Fissur 11. Zahnhals 12. Zahnwurzel 13. Bifurkation 14. Wurzelspitze 15. Foramen apicale 16. Sulcus gingivae 17. Zahnhalteapparat 18. Zahnfleisch: 19. oral oder vestibulär 20. marginal 21. alveolar 22. Wurzelhaut mit Sharpey-Fasern 23. Alveolarknochen (Die feine gelbe Linie ist die Lamina dura). 24. Gefäße und Nerven: 25. Pulpa 26. Parodontium 27. Canalis mandibulae.

Als Lamina dura (Lat.: lamina oder lamna ‚Platte‘, ‚Blech‘ ‚Blatt‘ und dura, durus, ‚hart‘) wird der kortikale Anteil des Alveolarknochens im Kiefer bezeichnet, der die knöcherne Alveolenwand bildet. In den 0,1–0,4 mm dicken, perforierten Knochen strahlen die als Scharpey’sche Fasern bezeichneten, elastischen Kollagenfasern der Wurzelhaut ein.

## Anatomie
Der Zahnhalteapparat (Parodontium) ist das funktionelle Verankerungssystem des Zahnes. Es besteht aus dem Zahnfleisch (Gingiva propria), dem Zahnzement (Cementum), der Wurzelhaut (Desmodont oder Lig. parodontale) und dem Zahnfach (Alveole).
Das Zahnzement und das Zahnfach werden durch die Scharpey’schen Fasern (Fibrae cementoalveolares) der Wurzelhaut in Verbindung gebracht. Diese Kollagenfasern werden von Fibroblasten der Wurzelhaut gebildet und sorgen für eine straffe jedoch bewegliche Verbindung sowie für die belastungsabhängige Aktivierung der Osteoblasten.
Die Scharpey’schen Fasern strahlen in das Zahnfach durch dessen dünne, perforierte Außenplatte, die aus spongiösem Knochen besteht und als Lamina dura bezeichnet wird.

## Radiologische Diagnostik

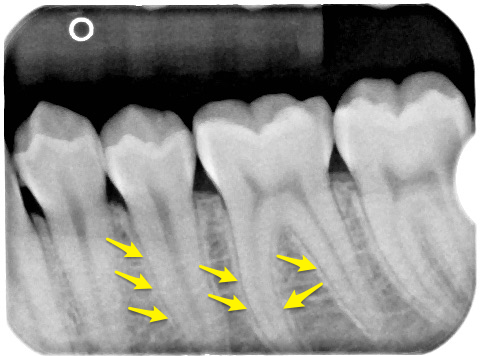
Pfeile markieren exemplarisch eine helle (radioopaque) Linie, die Lamina dura

Die Lamina dura genießt einen hohen Stellenwert in der radiologischen Diagnostik. Auf einer Röntgenaufnahme ist sie als eine die Zahnwurzel umgebende, röntgenopake Struktur zu sehen. Der am gesunden Zahn im Röntgenbild sichtbare Periodontalspalt wird einerseits von der Wurzeloberfläche, andererseits von der Lamina dura begrenzt.
Der Zahnhalteapparat ist eine der feinsten anatomischen Strukturen, die durch Röntgenaufnahmen dargestellt werden können. Der Lamina dura kommt dabei für die Erkennung pathologischer Veränderungen des Zahnhalteapparates eine große Bedeutung zu. Aus einer intakten Lamina dura lässt sich oft auf einen gesunden Zahnhalteapparat schließen. Umgekehrt deutet eine unvollständige oder gar fehlende Lamina dura auf eine mit Beschädigungen des Zahnhalteapparates einhergehende Erkrankung hin.
Bei periapikal (lat. apex: ‚Spitze‘) lokalisierten Läsionen, wie beispielsweise bei einer radikulären Zyste ist der Erhalt der Lamina dura ein wichtiges Röntgenzeichen. Demgegenüber verursacht die von der Zahnwurzelspitze herausgehende Entzündung des Zahnhalteapparates (Parodontitis apicalis) eine Resorption der Lamina dura.